# (7367) Giotto
(7367) Giotto est un astéroïde de la ceinture principale.

## Description
(7367) Giotto est un astéroïde de la ceinture principale. Il fut découvert le 26 mars 1971 à l'observatoire Palomar par Cornelis Johannes van Houten, Ingrid van Houten-Groeneveld et Tom Gehrels. Il présente une orbite caractérisée par un demi-grand axe de 3,19 UA, une excentricité de 0,12 et une inclinaison de 0,7° par rapport à l'écliptique.

## Compléments